# Federico Haymes Biedma
Federico Haymes Biedma es un deportista argentino que compitió en vela en la clase Soling. Ganó una medalla de plata en el Campeonato Mundial de Soling de 2001.

## Palmarés internacional
| Campeonato Mundial | Campeonato Mundial     | Campeonato Mundial | Campeonato Mundial |
| Año                | Lugar                  | Medalla            | Clase              |
| ------------------ | ---------------------- | ------------------ | ------------------ |
| 2001               | San Isidro (Argentina) | Medalla de plata   | Soling             |